# Krúbi
Krúbi, pseudonimo di Krisztián Horváth (Pomáz, 17 novembre 1994), è un rapper ungherese.

## Biografia
Originario di Pomáz, ha completato i propri studi liceali presso il Veres Péter Gimnázium nel 2013. Ha intrapreso la carriera musicale nel 2018, pubblicando attraverso il gruppo locale dell'Universal l'album in studio di debutto Nehézlábérzés, che ha esordito al 20º posto della classifica degli album ungherese basata su vendite fisiche e digitali della Magyar Hangfelvétel-kiadók Szövetsége. L'anno seguente è stato reso disponibile l'EP Zárolás feloldva, la cui traccia Üzenetek è divenuta la prima top 20 dell'artista nella classifica dei singoli nazionale.
L'album è stato seguito dal disco Ösztönlény, messo in commercio nel 2020, che ha conquistato la top five della medesima classifica. Il progetto è stato anticipato dall'uscita di un unico singolo estratto, Lejtő, che si è collocato al 15º posto della classifica dei singoli nazionale. Anche le album-track Puszi e Jéghideg hanno riscosso successo a livello nazionale, entrando nella top 40 della hit parade dei singoli.
Nell'ambito del Fonogram Award, il principale riconoscimento musicale ungherese, ha ricevuto il trofeo alla rivelazione del 2019, mentre Nehézlábérzés ha ottenuto la statuetta all'album o registrazione dell'anno – rap/hip hop. È stato candidato in quest'ultima categoria per altri due anni consecutivi, vincendola nuovamente nel 2021.
Con il debutto in 2ª posizione di Szív nel novembre 2021, ha visto il suo miglior posizionamento nella graduatoria nazionale e un'ulteriore nomination ai Fonogram Award.

## Discografia

### Album in studio
- 2018 – Nehézlábérzés
- 2020 – Ösztönlény
- 2023 – III. Krúbi

### EP
- 2019 – Zárolás feloldva
- 2025 – Spontán kollabok (con Beató)

### Singoli
- 2018 – Schmuk (feat. Dé:Nash)
- 2020 – Lejtő
- 2021 – Szív
- 2023 – Partyzán
- 2023 – Krúbi interjú
- 2023 – Ganxsta Zolee tehet mindenről
- 2024 – Spontán vásárhelyi rap
- 2024 – Ich Hasse den RB Leipzig

### Collaborazioni
- 2019 – Killa piknik (Killakikitt feat. Krúbi)
- 2019 – Csokdigger (Dé:Nash feat. Krúbi)